# Herejía de Orleans

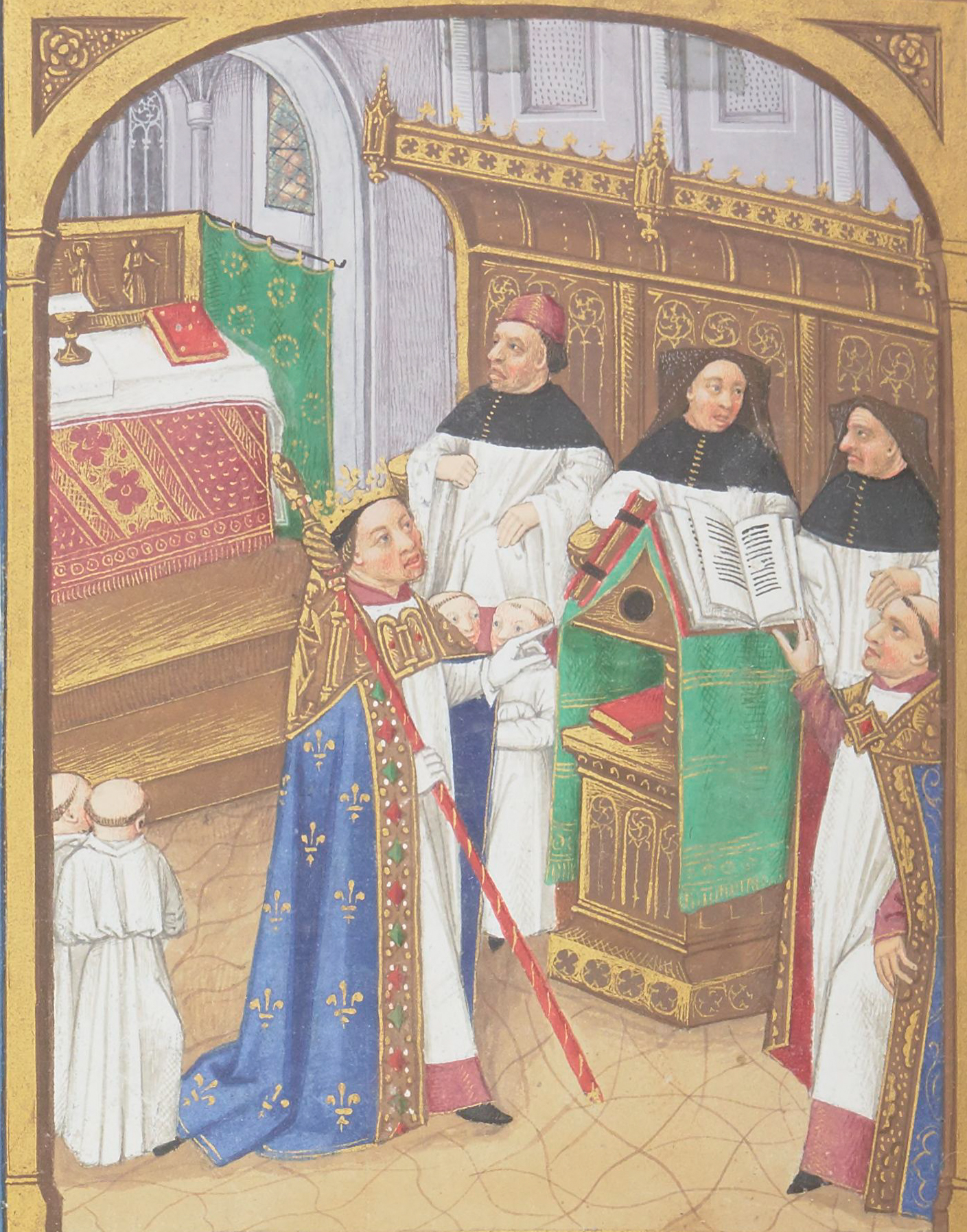
Roberto II de Francia en el oficio de la Catedral de Orleans. Robinet Testard, Grandes Crónicas de Francia, circa 1471, París, Biblioteca Nacional de Francia, Fr.2609, f.144v.

La herejía de Orleans fue un caso de heterodoxia relatada por varios textos y crónicas del siglo xi según los cuales, en 1022, una docena de los canónigos más eruditos de la catedral de Orleans, relacionados sobre todo al entorno de la reina Constanza de Arlés, fueron quemados como herejes por orden del rey capeto Roberto II de Francia. Fue la primera muerte en la hoguera de la cristiandad medieval. Tanto por la severidad del castigo como por la calidad intelectual de los acusados, el caso de Orleans, el juicio de una «herejía erudita», es un caso singular en la «primavera de las herejías»  en el siglo xi.
La doctrina de los herejes de Orleans, que se ha vinculado sin mucho éxito con herejías anteriores y posteriores, cuestionó el papel de la gracia divina y, por lo tanto, los sacramentos que la confieren; privilegió una búsqueda espiritual interna acompañada de un riguroso ascetismo. Para los herejes era una forma de desafío a la autoridad episcopal, cuyas preocupaciones seculares eran cada vez menos toleradas como parte de un movimiento de reforma de la iglesia que obtuvo un amplio consenso dentro de la sociedad medieval. Pero, por su radicalidad, estas innovaciones teológicas fueron mucho más allá de la renovación de la Iglesia e implicaron una gran agitación en la organización social del cristianismo medieval en Occidente. Esta es la razón por la cual las autoridades eclesiales y laicas en su lugar procuraron, mediante un juicio y un castigo ejemplares, estigmatizar con firmeza las desviaciones de estos intelectuales de Orleans.

## Los hechos

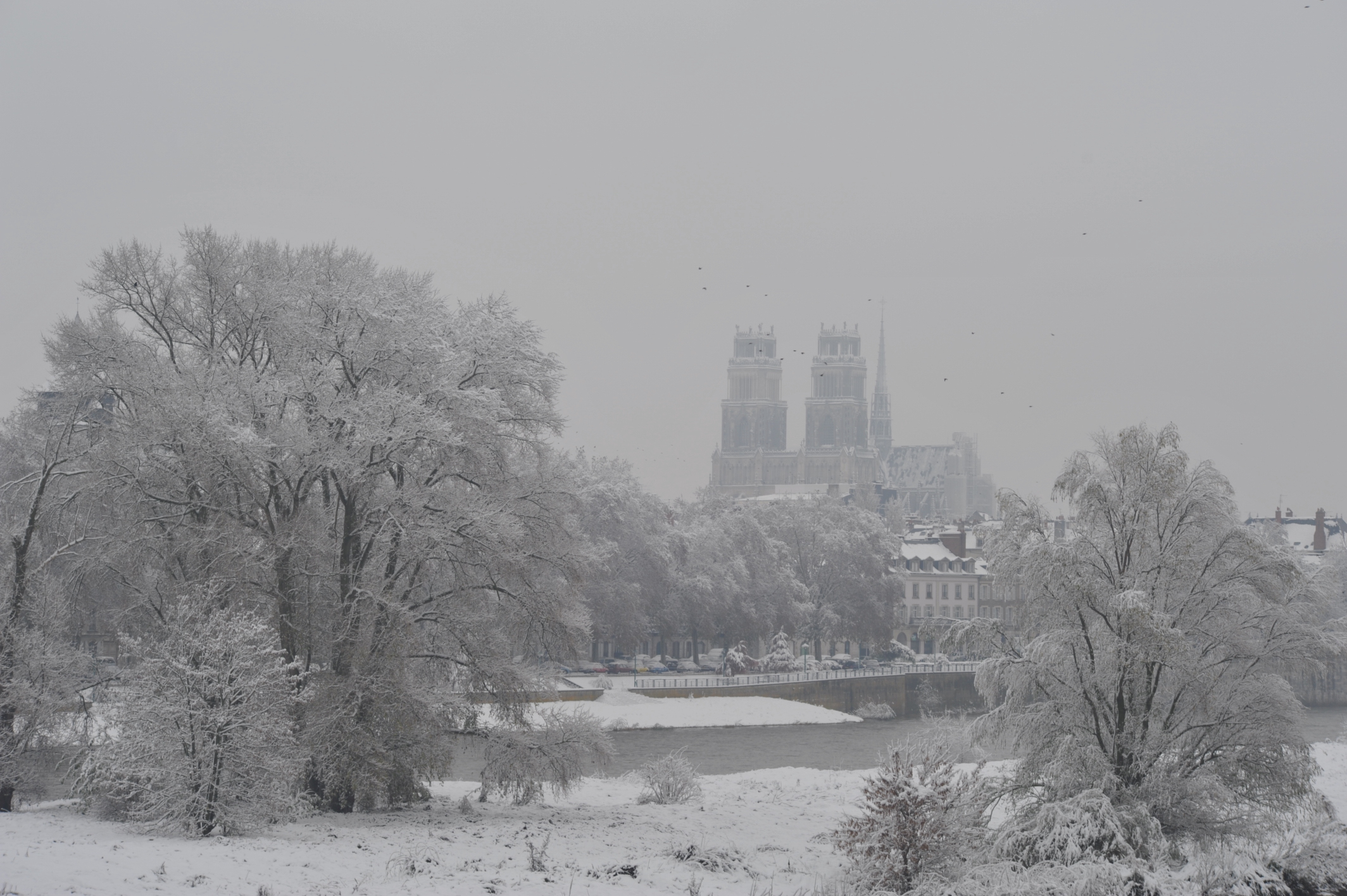
Los herejes eran todos miembros del capítulo de la catedral de Orleans. Las partes más antiguas del edificio actual datan del siglo xiii.

El día de Navidad de 1022, una docena de canónigos (según las fuentes, el número varía entre diez y catorce), miembros del capítulo de la catedral de Orleans, fueron acusados de difundir falsas doctrinas como parte de sus enseñanzas. El denunciante sería un caballero normando de Chartres, llamado Arefat. El rey de Francia, Roberto «el Piadoso», ordenó a sus agentes detenerlos e inmediatamente convocó un sínodo compuesto exclusivamente por obispos para juzgar a los miembros del chantre de la catedral de Orleans, entre los que se encontraba, Lisoie, y el confesor de la reina Constanza, Étienne. Los participantes en el sínodo convocado por Roberto «el Piadoso» son conocidos por un precepto real del mismo día. Además del nuevo obispo de Orleans, Oury, estaban presentes Gauzlin, abad de Fleury y arzobispo de Bourges Francon, obispo de París y canciller del rey, Guerin, obispo de Beauvais, y Liéry, el arzobispo de Sens, superior inmediato del obispo Orleans como metropolitano.
Los debates en el sínodo duraron un día según el proceso acusatorio clásico, mientras que fuera la multitud exigía la muerte de los acusados. Después de haber defendido la ortodoxia de su comportamiento («se deslizaban entre los dedos como anguilas y no pudimos aprehender su herejía», subraya Arefat a través de Paul de Chartres), los acusados finalmente admitieron los hechos que les fueron reprochados e incluso los reivindicaron; el 28 de diciembre de 1022, fueron expulsados de la ciudad y encerrados en una cabaña de madera que fue incendiada. Los herejes, atrapados en un impulso místico, habrían experimentado este fin como un martirio liberador. Por primera vez, la cristiandad medieval usó la muerte en hoguera para castigar a herejes, sin duda en contradicción con la ley canónica, que entonces no preveía todavía la pena de muerte para un hereje. Esto se hará parte del derecho canónico solo en el siglo xiii.
Las razones de esta condena parecen ser dobles, como lo demostró un exhaustivo estudio del medievalista Robert-Henri Bautier publicado en 1970. Por un lado, los canónigos acusados parecen haber mostrado cierta audacia en cuestiones doctrinales, especulaciones que prestaron la base a la acusación de herejía. Pero «obviamente fueron las rivalidades políticas las que dieron un giro dramático a los acontecimientos, que estas rivalidades estuviesen ligadas al acceso a la sede episcopal de Orleans, entonces centro del poder real, o a la hostilidad de ciertos príncipes hacia el entorno de la reina Constanza».

## Una herejía erudita

### Herejes altamente intelectuales

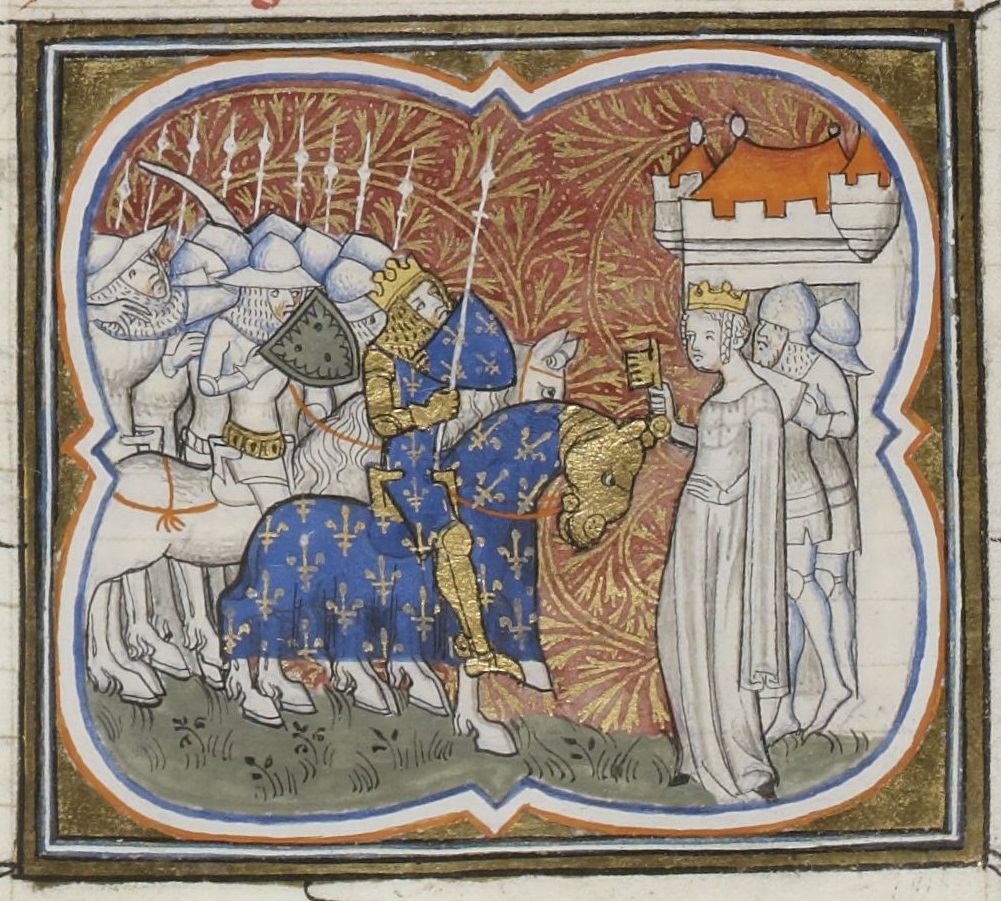
Los herejes eran parte del entorno de la reina Constanza de Arlés. Miniatura representando a la reina rindiéndose a su hijo, Enrique I de Francia. Grandes Chroniques de France de Charles V. El códice se encuentra en París, en la Bibliothèque Nationale, Fr.2813, fol. 177.

Las fuentes históricas occidentales escritas en la primera mitad del siglo xi, particularmente en el reino de Francia, informan de un resurgimiento de los movimientos heréticos, algo que no se había consignado durante más o menos dos siglos. El caso de Orleans es, sin duda, el mejor conocido de este conjunto. Sin embargo, lo que lo distingue es su dimensión de herejía «erudita» y «no popular», como las otras manifestaciones de desviación doctrinal identificadas en esa época. De hecho, los autores de las crónicas de las que se dispone subrayan unánimemente como sorprendente, que los herejes eran parte de la élite clerical de una ciudad que entonces era «residencia real e incluso podría calificarse como capital del reino». Jean de Ripoll los considera «entre los clérigos más reputados» (meliores), educados desde la infancia en la religión  y todos «impregnados tanto de la literatura sagrada como de la literatura secular» si se cree a André de Fleury. Adémar de Chabannes menciona su inmensa piedad «aparente» y Rodolfus Glaber subraya que eran «estimados en la ciudad como los más notables de los clérigos por nacimiento y por su ciencia, su jefe era el más querido de los clérigos de la catedral».
Los miembros más influyentes de la corte real entre los herejes de Orleans fueron probablemente Lisoie, chantre de Sainte-Croix, y Étienne, confesor de la reina Constanza. Sus dos nombres aparecen en todos los testimonios para enfatizar su fama. André de Fleury también menciona otro canónigo llamado Fouchier, y Rodolfus Glaber, un magister scholarum de Saint-Pierre-le-Puellier llamado Herbert. Paul de Chartres también menciona a un tal Herbert, probablemente un homónimo que se distingue del primero: es una figura clave en el estallido del caso. Este simple clérigo normando, que se benefició de la educación proporcionada por estos maestros de Orleans, habría considerado, deslumbrado, «que Orleans brillaba más que cualquier otra ciudad a la luz de la ciencia y la llama de la santidad».
Es de hecho en el mundo de quienes poseían una mayor cultura donde esta herejía se había desarrollado. La función de chantre a menudo incluía la dirección de las escuelas. Pero no solo Lisoie estaba involucrado, sino también su predecesor, Teodato o Deodatus, considerado como un hombre piadoso que murió tres años después de los hechos: el obispo de Orleans ordenó al final del Sínodo la exhumación de su cuerpo para que pudiera ser arrojado al camino. Este enfoque requiere un enraizamiento de tesis litigiosas entre los maestros de Orleans, lo que llevó a Robert-Henri Bautier a formular la conexión entre este personaje y el Adeodadus que Fulbert de Chartres, entonces magister scholarum de Chartres, había, incluso antes de 1006, dirigido su tratado sobre la Trinidad, el bautismo y la eucaristía, los tres elementos de la doctrina en el corazón de la herejía orleanesa, para advertir contra las especulaciones arriesgadas. Fulbert, en un tono que claramente manifiesta su preocupación a las preguntas que le dirige Deodatus, señala la incapacidad de la mente humana para comprender los secretos de los misterios divinos y recordó duramente a su correspondiente que «muchas personas que comenzaron escrutando estas tinieblas y que han planteado razonamientos, se han esfumado en las tinieblas espesas y densas del error».

### Doctrina de los herejes
Es difícil definir exactamente la doctrina de los herejes de Orleans; las fuentes generalmente se contentan con mencionar los puntos que lo hacen incompatible con el discurso admitido por las autoridades eclesiales, a veces exagerando el contraste para estigmatizar mejor a los desviados. Los autores que mencionan la herejía no se preocupan por hacer una afirmación precisa y completa: solo el razonamiento los considera de manera aislada como heterodoxos. Además, debe tenerse en cuenta que, aparte de los casos de falsificación manifiesta y deliberada, «el discurso sostenido por el hereje en los mejores documentos no es su propio discurso, sino una respuesta convincente a un modelo que se le impone, o más bien lo que el interrogador pudo o quiso retener».

#### Una gran reticencia frente a la gracia
Según Jean de Ripoll, los herejes rechazaron el bautismo porque consideraron que este no confiere la gracia, que no permitía recibir el Espíritu Santo; negaron que pudiera haber transubstanciación en la eucaristía, estimaban que no podía haber perdón después de un pecado mortal, desaprobaban el matrimonio y rechazaban cualquier alimento animal, considerado impuro. André de Fleury no menciona este último punto, aunque está bien informado, pero las otras fuentes lo confirman. Por otro lado, André de Fleury agrega más detalles sobre los herejes: no dan interés a los edificios de culto (la iglesia no puede ser definida por la Iglesia y viceversa); no reconocían la autoridad del obispo, negándole en particular la calidad de depositario del Espíritu Santo rechazando así su capacidad para ordenar sacerdotes; afirmaban que la imposición de manos no tenía ningún valor y no creían en la virginidad de María.
Tal doctrina mostraba una gran desconfianza hacia la Gracia como se la consideraba comúnmente entonces, es decir según la definición de san Agustín. Los herejes eran así escépticos en cuanto a su acción y rechazaban lógicamente los sacramentos y ritos por los que se transmite: el bautismo, la penitencia, la ordenación de los sacerdotes, la imposición de manos. Por el contrario, consideraban que es exclusivamente por el mérito de sus obras que el hombre logra la salvación, lo que presupone un riguroso ascetismo y una intensa vida interior que hace superfluo el recurso a una iglesia y a los ritos que allí se celebran. De ahí también su rechazo al matrimonio y el consumo de carne, su castidad y, consecuentemente, su «aspiración al martirio por el cual es posible unirse a Dios en la dicha eterna». Llama la atención que los herejes de Sainte-Croix defendieron la misma doctrina que los herejes de Arrás, que dos años más tarde, en enero de 1025, fueron juzgados en un sínodo por el obispo Gérard de Cambrai. Allí también, los acusados se caracterizaban por el valor dado solo a las obras, «desviaciones especulativas de los clérigos intelectuales que buscan la salvación en el más estricto ascetismo salvador». Sin lugar a dudas, el discurso reformista dentro de la Iglesia condujo a una cierta superioridad entre algunos que podían pasar de la exaltación de la reforma a la profesión de herejía.

### Vínculos controvertidos con herejías anteriores y posteriores

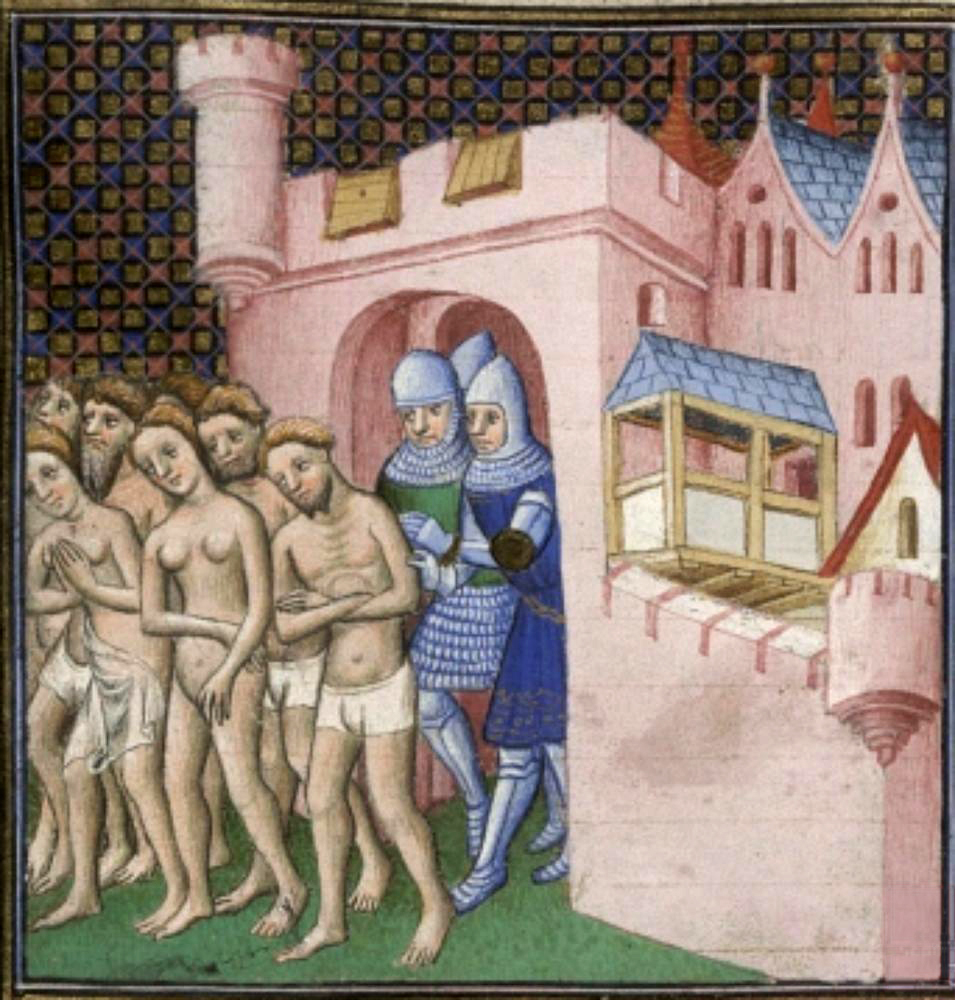
Debido a su supuesto maniqueísmo, los historiadores han establecido erróneamente un vínculo de filiación entre los herejes de Orleans y los cátaros. Miniatura que representa la expulsión de los albigenses de Carcasona en 1209, extraída de un manuscrito de las Grandes Crónicas de Francia, British Library, Cotton MS Nero, E. II, pt. 2, fol. 20v.

El hecho de que Adémar de Chabannes se refiera a ellos como maniqueos puede haber llevado a algunos historiadores a asociar sus tesis con las de los cátaros, sin duda erróneamente, ya que estas acusaciones de maniqueísmo tenían «solo un valor de herejía, sin referencia particular a una doctrina concreta».
Si los historiadores más recientes están de acuerdo en que estas correspondencias con herejías posteriores deben ser ampliamente relativizadas, no es lo mismo para los vínculos entre la doctrina de los canónigos de Orleans y los excesos heréticos anteriores. El tema es de hecho muy controvertido, y se han formulado varias hipótesis al respecto, todas basadas en el examen de las fuentes de las que se dispone.
Así, Huguette Taviani-Carozzi ha desarrollado en un extenso artículo  su tesis según la cual la doctrina de Orleans tendría una poderosa base gnóstica. Se basa en particular en un pasaje de Adémar de Chabannes (donde destaca que los condenados, «aparentemente seguros de sí mismos, no temían al fuego, aseguraban que saldrían ilesos de las llamas y reían mientras estaban atados en medio del fuego») en el que revela un comportamiento característico de los gnósticos, basado en una lectura radical de los evangelios apócrifos: rechazando el mundo terrenal y carnal, «seguros del camino de salvación que predicaban [...], los canónigos, la élite de la enseñanza impartida en  Sainte-Croix, habían alcanzado tal nivel de «espiritualidad» que solo la aniquilación del cuerpo, de la carne aborrecida en todas sus formas, podía traerles la salvación». Este análisis, sin embargo, es discutido por Florian Mazel, quien argumenta que es «sobre la base de una fe excesiva en el discurso eclesiástico» que hemos sido capaces de creer en «el resurgimiento, en un contexto intelectual o escatológico favorable (el milenario de la pasión de Cristo), del gnosticismo cristiano, cuya perpetuación habría continuado de manera subterránea durante siglos».
Por su parte, Robert-Henri Bautier considera que las lecturas de los herejes de Orleans los habrían vuelto neopelagianos: «Esto es obviamente una desviación de los clérigos que, por haber leído demasiado a san Agustín, habrían terminado por impregnarse de la doctrina de aquellos a quienes combatió y abrazar sus concepciones».
Estas controversias subrayan que las fuentes textuales disponibles son contradictorias y de interpretación delicada si se miran con perspectiva. Deben considerarse por lo que son y colocar cada parte de la información que ofrecen en su contexto de producción. Desde este punto de vista, algunos historiadores (Robert-Henri Bautier y Florian Mazel en particular) en contra de otros (Huguette Taviani-Carozzi, Jean-Pierre Poly y Eric Bournazel), han considerado con cautela ciertas fuentes (véase el siguiente apartado de este artículo), resaltando la debilidad de ciertos pasajes en las historias transmitidas por Adémar de Chabannes, quien equipara herejes con maniqueos, Raúl Glaber, quien les atribuye una doctrina incoherente  y Paul de Chartres, que pone en contra de los herejes acusaciones totalmente fantasiosas (culto demoníaco, libertinaje colectivo, uso de polvo infantil).

### Comprender la realidad de la herejía de Orleans: controversias sobre las fuentes
Se conocen cinco relatos de la herejía de Orleans. Estas fuentes textuales disponibles son de confiabilidad variable y controvertida. Robert-Henri Bautier cree que es más o menos proporcional a la contemporaneidad variable de su escritura con los hechos descritos, pero otros historiadores (sobre todo Huguette Taviani-Carozzi) consideran que las últimas historias son las más interesantes por ser las más desarrolladas.

#### El testimonio de Jean de Ripoll
El primero, en orden cronológico, se debe a Jean de Ripoll, un monje del monasterio del mismo nombre, y enviado en misión por su abad, Oliba (971-1046), de la Abadía de Fleury de Saint-Benoît-sur-Loire. Es una carta en la que Jean describe la herejía de Orleans para que su superior pueda en algún momento detectarla en su región. Esta carta fue escrita en los primeros meses de 1023, y Jean de Ripoll probablemente estaba bien al tanto, ya que el abad de Fleury, Gauzlin, y muchos de sus monjes eran miembros del sínodo que condujo a la condena. Uno de los editores de la carta, Robert-Henri Bautier, señala que el texto escrito por Jean de Ripoll sería creíble en la medida en que parece que no tiene otro propósito que informar al destinatario de los acontecimientos de los que el monje catalán pudiera haber sido testigo. Este último, en misión en Orleans, podría haber preguntado sobre el contenido de las tesis heréticas ante los participantes del sínodo, y solo escribió su texto «en vistas de permitir a su propio abad detectar cualquier rastro de herejías que tuvieran lugar en su diócesis».

#### ElChroniconde Adémar de Chabannes

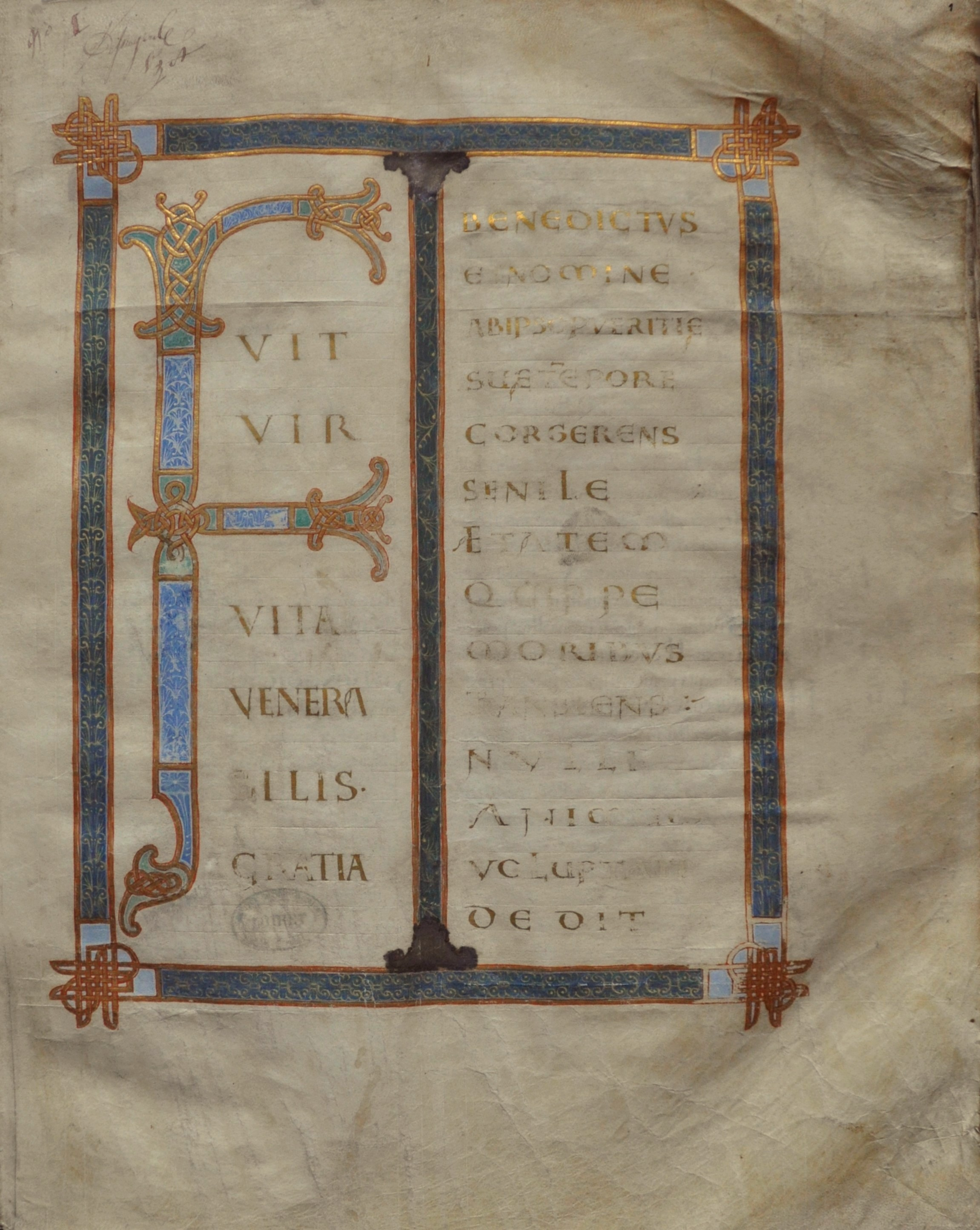
Primera página de un manuscrito de los Miracula Sancti Benedicti en los que André de Fleury informa sobre la herejía de Orleans,. El códice está custodiado en Loiret, Archivos Departamentales de Loiret, H20.

El segundo relato del caso de Orleans es el de Adémar de Chabannes, quien lo evoca en su Crónica para volver a ponerlo inmediatamente en lo que él presenta como un resurgimiento herético global en Occidente en aquellos años. Huguette Taviani-Carozzi enfatiza el hecho de que sean todos, incluidos los canónigos de Orleans, designados como «maniqueos», «denota la sorpresa por una desviación que se busca comprender comparándola con la lucha de los Padres de la Iglesia y conocida por sus obras»: esto no tiene ningún valor documental. Este testimonio indirecto, desarrollado más en la versión final del trabajo de Adémar, data de 1028 a más tardar y ofrece pocas garantías de fiabilidad según Robert-Henri Bautier, algo más según Huguette Taviani-Carozzi.

#### Las referencias de André de Fleury
André de Fleury informa de los acontecimientos en su Vita Gauzlini (Vida de Gauzlin), escrita alrededor de 1042, así como en Miracula Sancti Benedicti (Milagros de san Benito, hagiografía que contiene elementos de la historia de la abadía de Fleury). Él, por otro lado, puede considerarse un testigo directo del caso, ya que se encontró con Gauzlin y otros monjes de Fleury presentes en el sínodo, e incluso es posible que asistiera en persona.

#### LasHistoriarumde Raúl Glaber
Raúl Glaber, contemporáneo de la herejía, pero que no informa de los acontecimientos hasta finales de los años 1040 en sus Historiarum libri quinque, caricaturiza también los hechos según Robert-Henri Bautier, de modo que la información que aporta al reclamar el testigo directo queda invalidada por sus excesos incompatibles con la realidad: se equivoca al colocar la herejía en 1017 y hacer que nazca de la influencia de una mujer italiana poseída por el demonio. Sin embargo, su trabajo es considerado de gran interés por Huguette Taviani-Carrozzi, que tiende a rehabilitarlo destacando la estructura particular de su historia.

#### Un relato completo pero discutido: Paul de Chartres

##### ¿Actas del sínodo de 1022?

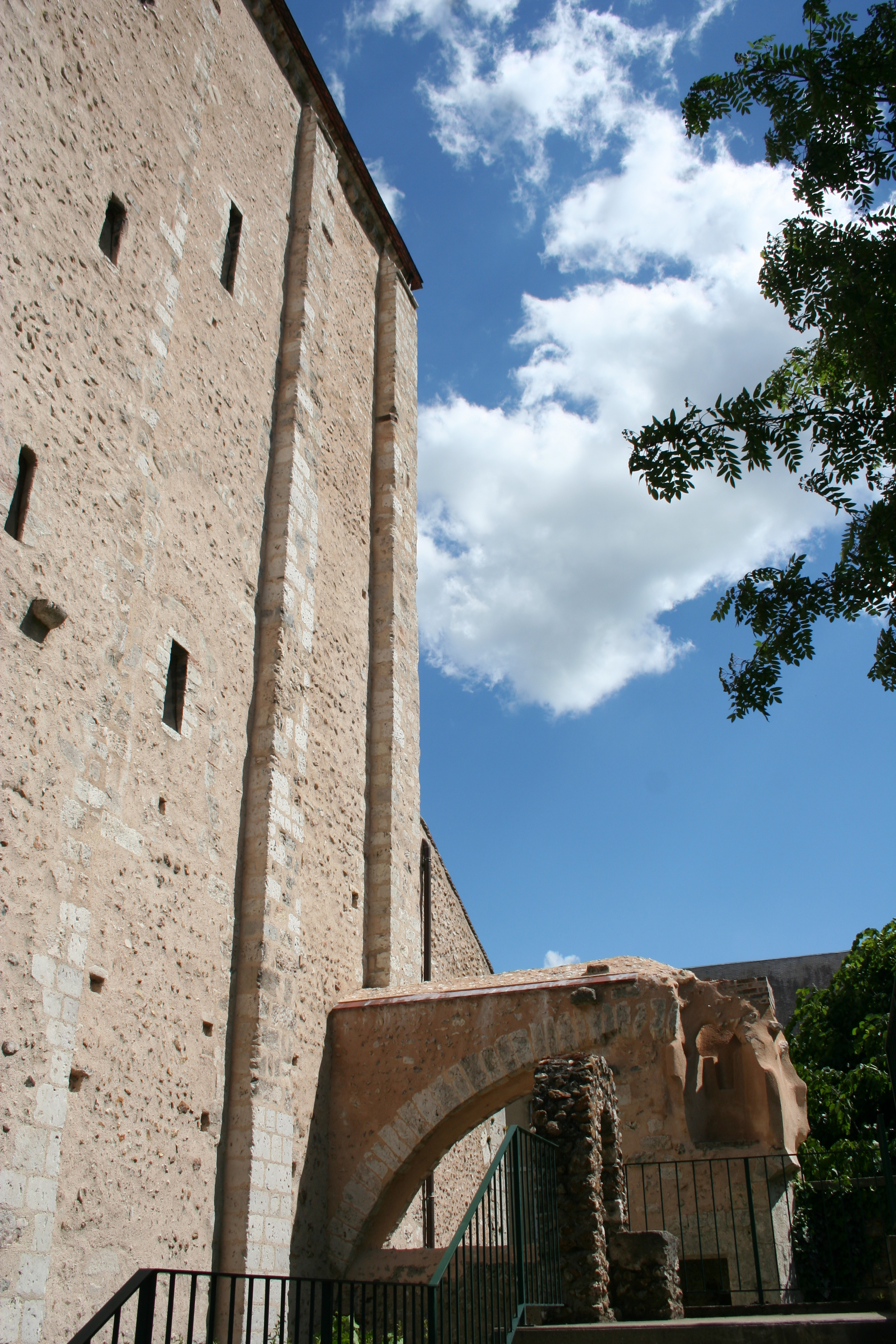
La torre oeste de la iglesia Saint-Pierre de Chartres, restos de la abadía de Saint-Père.

El documento más detallado sobre la herejía de Orleans es también el más lejano en el tiempo, ya que se puede fechar alrededor de sesenta años después de los acontecimientos. Se trata de un extracto del cartulario de la Abadía de Saint-Père de Chartres en el que un monje llamado Paulus (Pablo) inserta un largo pasaje sobre la herejía con motivo de la transcripción de una carta de donación concedida al monasterio por un noble normando que jugó un papel importante en el caso de Orleans en 1022, llamado Arefat, probablemente cuando tomó el hábito del monasterio de Chartres en 1027.
El valor otorgado a esta fuente es variable según los historiadores. Los muy numerosos detalles presentes en el texto del monje Paulus condujeron a los escritores del Recueil des historiens des Gaules et de la France, en el siglo XVIII y el XIX, pero también a autores de la segunda mitad del siglo XX, como Raffaello Morghen en 1955, a designarlos como «Actas del sínodo de Orleans». La denominación es evidentemente abusiva: Paulus de Chartres no puede ser (ni tampoco lo pretende) editor de las actas de un sínodo que tuvo lugar sesenta años antes.

##### Una fuente polémica
La controversia tiene más, si no en la calidad de la fuente utilizada por Paulus, al menos en el rigor con el que habría traído elementos a su propio texto. Robert-Henri Bautier es el más crítico. Enfatiza que es altamente improbable que Paulus fuera «contemporáneo» de Arefat como él afirma: este último, probable hermano de Gonnor, esposa del duque Ricardo II de Normandía, atestiguó el gran privilegio de Ricardo I de Normandía para Fécamp en 990 y una donación de su hermana a la Abadía de Mont Saint-Michel en 1015; ya no se le informa como monje de Saint-Père de Chartres después de 1033. Por lo tanto, Robert-Henri Bautier considera que, lejos de haber hablado con él sobre su papel en el asunto de Orleans, Paulus de Chartres nació más o menos en el momento en que Arefat desapareció, cargado de años, y concluye: «Por lo tanto, no se puede confiar ciegamente en el relato del monje Paulus, especialmente con respecto a los puntos doctrinales de los herejes, incluso aunque se trata de otros elementos que eran de interés directo del Saint-Père, como los roles respectivos de Arefat y el monje Evrard, se puede pensar que la tradición oral, tan animada en los círculos monásticos, pudo haber preservado lo esencial. [...] Hay pocas fuentes que debemos manejar con más espíritu crítico».

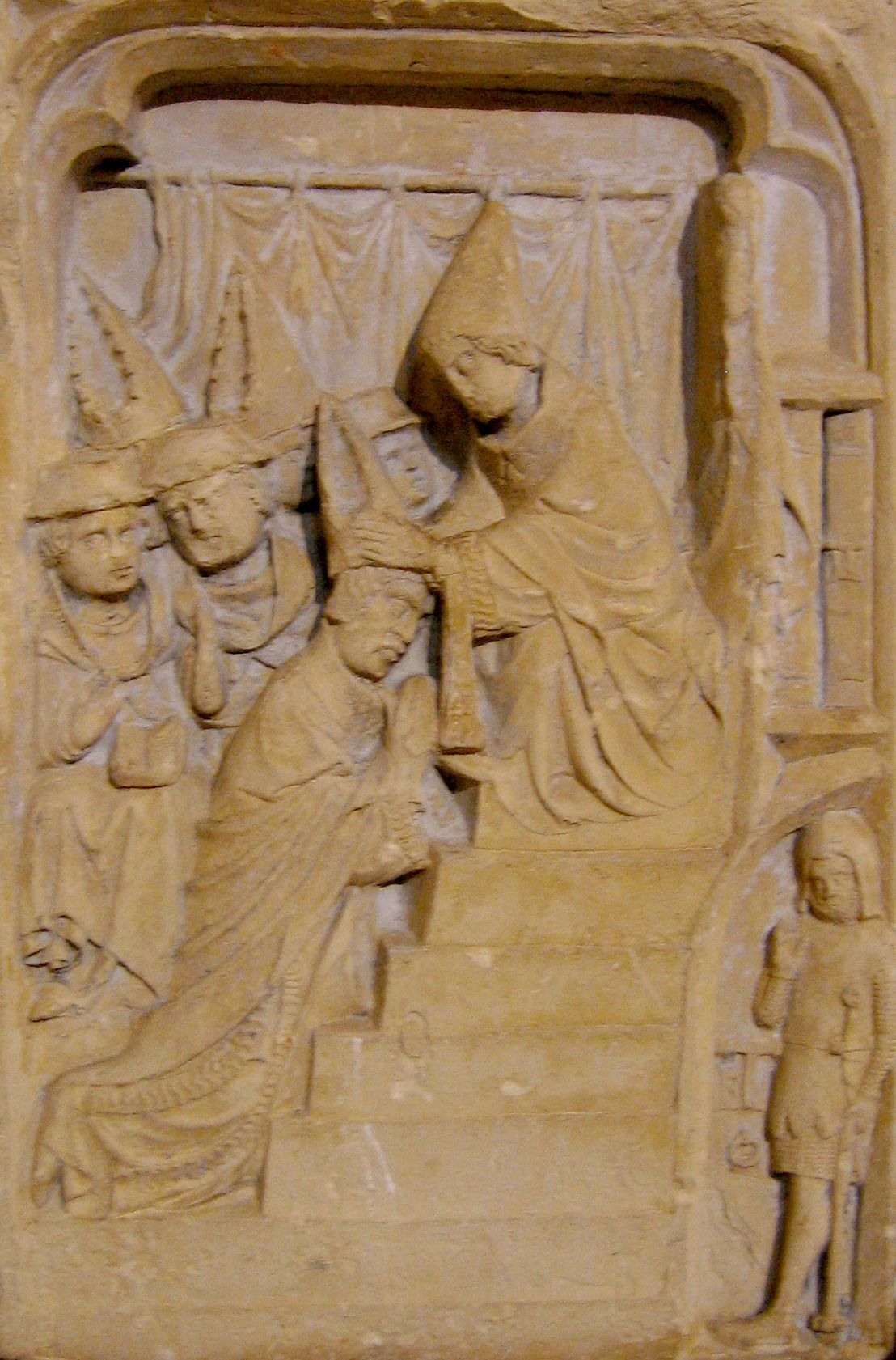
Imposición de manos como desafío por parte de los herejes. Bajorrelieve de la Basílica de San Sernín de Toulouse,. Museo de los Agustinos.

Robert-Henri Bautier no solo cuestionó la calidad de las fuentes orales de Paulus de Chartres, sino que incluso dudó de que realmente hubiera consultado y transcrito elementos derivados de las actas del sínodo, considerando que el texto de Paulus era solo una recuperación amplificada de la historia de Adémar de Chabannes («alusiones a las escenas de encantamiento diabólico, acoplamientos nocturnos e incestuosos, el poder mágico del polvo de niños recién nacidos, etc.»). Juzgando que es menos confiable que el de Adémar, Robert-Henri Bautier también subraya las contradicciones que marcan la historia de Paulus. Por lo tanto, este último enfatiza la importancia de la imposición de manos sobre los herejes cuando André de Fleury los reprocha por no aceptarlo, y su texto a veces parece más cercano al catálogo de los comportamientos heréticos más espectaculares que a la descripción rigurosa de la realidad: «para asumir todos los cargos, que van tan lejos como la demonolatría y el apareamiento ritual, no quedaría mucho de la doctrina cristiana en estos hombres que eran considerados representantes cualificados».

#### Una estructura narrativa copiada en la del sínodo
El escepticismo de Robert-Henri Bautier sobre el trabajo de Paulus de Chartres es considerado excesivo por varios historiadores. Si las contradicciones que observa en su discurso  son indiscutibles, pueden explicarse mediante patrones discursivos específicos de este tipo de escrito (ver más abajo) y, en cualquier caso, la ruptura en el estilo de la narración demuestra, según Jean-Pierre Poly y Eric Bournazel, los diversos «cambios» realizados y, por lo tanto, la utilización de diferentes fuentes, incluidas las actas del propio sínodo.
Huguette Taviani-Carrozzi también considera que Paulus recurrió a las actas del sínodo, sobre todo porque su texto, muy preciso, «restituye el desarrollo: con la profesión de fe de los obispos en la apertura, recuerda a los presuntos culpables que, rechazándolo punto por punto, se encuentran al margen del dogma oficial y la disciplina; con el cuestionario más preciso que, desde este simple rechazo, conduce al público -y al lector- a la exposición del dogma y la disciplina enseñada por los heresiarcas; con el ritual eclesiástico de la sentencia de exclusión de la Iglesia, a lo que se agrega la sentencia real de mutilación y muerte».

#### Esquemas discursivos antiguos

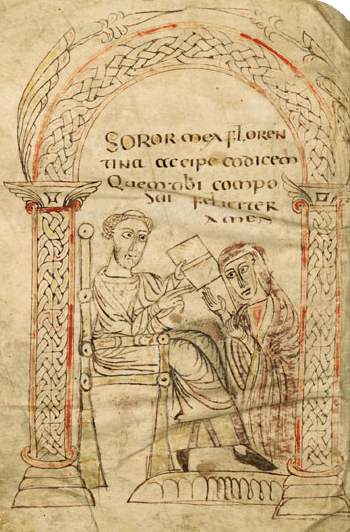
Isidoro de Sevilla, teórico de la historia, presentando su Defensa de la fe católica a su hermana Florentina, alrededor de 800. La miniatura se conserva en el siguiente códice: París, Bibliothèque Nationale, Lat. 13396, fol. 1v.

Ciertamente, entre estas dos últimas etapas de la historia, Paul presenta un desarrollo grotesco en torno a las prácticas de adoración al diablo, de libertinaje colectivo o sacrificio de niños que no contribuyen mucho a la credibilidad de su discurso. Olvidar, según Huguette Taviani-Carrozzi, que hace, según sus propias palabras, una digresión que consiste únicamente en retomar las acusaciones clásicamente establecidas desde el siglo IV contra los maniqueos y otros herejes, digresión «que, por lo tanto, no tiene ningún interés histórico excepto el de la transmisión de los topos sobre los herejes».
Este proceso está vinculado a la tendencia de los autores del siglo XI de colocar sobre las herejías de su tiempo una vieja cuadrícula de lectura: «así heredan ambos procedimientos destinados a combatir a los heterodoxos y a los esquemas de pensamiento diseñados para descalificarlos. [...] mediante metáforas o el uso de campos semánticos despectivos».

#### Unahistoria«digna de memoria»
En este contexto, la estructura retórica muy regulada  del texto de Paulus de Chartres refleja los atributos de la función episcopal (en este caso, controlar la fe en su diócesis) y el Sínodo en el que se desarrolla finalmente. Pero también revela la particular dimensión edificante de la relación del monje de Saint-Père, su conformidad con el modelo medieval de la historia tal como fue estudiado en particular por Bernard Guenée. La historia medieval, en la tradición de Isidoro de Sevilla y sus Etimologías, por su «utilidad»: permite «la instrucción de los hombres del presente, en esta narración de los actos pasados de los hombres». Estas acciones no se colocan en la obra sin orden ni concierto: Paulus desea, después de que la noticia haya sido simplemente transmitida (cf. Jean Ripoll), construida en un relato más narrativo, más ordenado, que «vincule estrechamente la construcción a la historia y cumpla el propósito de utilidad de la historia», también considerado desde un punto de vista religioso.
Así, la herejía de Orleans se convierte bajo la pluma de Paulus de Chartres, o anteriormente de Adémar de Chabannes y Raúl Glaber, en una historia ejemplar, un hecho histórico «digno de memoria». En su introducción, Paulus de Chartres justifica su relato por el hecho de que el testimonio de Arefat y su comportamiento en el caso de Orleans son dignum memorie. Ya no es suficiente transmitir las noticias, sino recomponer una historia edificante de instrucción, en la cual «cada uno encuentra su papel, el rey que ordena la investigación y preside el sínodo a la "gente" que aprueba difícilmente, pasando por los obispos encargados de recordar la verdadera fe a todos», el relato termina con el triunfo de «la fe católica cuya luz iluminó toda la tierra, una vez erradicada la locura de los peores insensatos».
Arefat es el «héroe» de una historia que es instructiva y no objetiva, lo que justifica el recurso a todo el arsenal de acusaciones presentadas en sus sermones por los Padres de la Iglesia. De hecho, al registrarse la herejía, la historia que se haga de ella solo obtendrá más virtudes para el pueblo de los cristianos si se agregan prácticas imaginarias a los abusos probados de los condenados: lo esencial es prevenir a todos contra los artificios del diablo. En este contexto, enfatiza Huguette Taviani-Carrozzi, es esencial no desacreditar toda la información que transmite el relato de Paulus de Chartres, sino captar su lógica general para distinguir, por un lado, lo que en sí mismo recoge de lugares comunes sobre la heterodoxia, por otro lado, lo que constituye información de primer valor histórico sobre los eventos de Orleans.

## Un asunto político

### La sede episcopal de Orleans, un desafío para los poderes laicos

El obispado de Orleans fue un problema entre el rey de Francia (en azul en el mapa) y el conde de Blois (en amarillo).

La condena de los herejes se ubica en un contexto geográfico y político muy particular. Las rivalidades políticas específicas de Orleans de hecho tienen un lugar decisivo en la aceleración y resolución de los acontecimientos de diciembre de 1022, aunque no puedan, por sí solos, explicar el fenómeno herético. Residencia principal real, la ciudad constituía para el rey de Francia, Roberto II, un enclave de gran poder y en este marco tenía la intención de ejercer un control estrecho sobre la sede episcopal y sobre el entorno del obispo y el clero de la catedral. Sin embargo, a pesar de que Orleans era una ciudad real, los Condes de Blois sintieron la tentación de imponer su influencia, en la medida en que establecía el vínculo entre los condados de Blois, Chartres y Tours, por un lado, y sus dominios del Sancerrois, de otra parte.
Estas tensiones en torno a Orleans eran antiguas: una década antes, el nombramiento de un nuevo obispo para suceder a Foulque, que murió entre 1008 y 1013, ya había planteado un problema, demostrando la oposición entre el rey y el conde de Blois. Roberto el Piadoso había impuesto a Thierry a expensas de Oury, candidato de Odón II de Blois, lo que provocó la indignación del obispo de Chartres, Fulberto, que cubría la mayor parte de los territorios controlados por Odón. Fulberto rechazó en principio cualquier intervención secular en la elección episcopal.  A petición de algunos canónigos opuestos a la decisión real, protestó contra una elección que encontró extorsionada por la fuerza y «se negó a asistir a la coronación de Thierry, a la que procedió el arzobispo de Sens ,Liéry, todo efectuado en contra de la política real». Algún tiempo después, sin embargo, eligió calmar las aguas y disuadió a Oury de apelar al papa.

### Un episodio de una larga lucha de influencia

#### La venganza de Oury
Diez años más tarde, en 1022, la herejía de Orleans demostró que estos conflictos no se extinguieron realmente. Por lo tanto, los eventos de diciembre de 1022 desembocaron en el resultado opuesto de 1013, produciendo la derrota del partido real en Orleans: Thierry sucedió a Oury. También fue este último quien desenterró y arrojó a la calle el cadáver del antiguo chantre, Deodatus, probablemente su antiguo adversario, una venganza póstuma que podría sugerir que «el escándalo del año 1022 habría sido anhelado largo tiempo y que fue provocado deliberadamente». El hecho de que fuera Oury quien se sentó en el sínodo en diciembre de 1022 como obispo de Orleans y no Thierry, muestra, según Robert-Henri Bautier, que la asamblea comenzó por deponer a Thierry y lo reemplazó inmediatamente por Oury. Esto tine consistencia con otra fuente que indica que Thierry, después de refugiarse en la abadía de Sens, donde se había educado, se dirigió a Roma, presumiblemente para defender su caso ante el papa Benedicto VIII, y murió repentinamente de camino el 27 de enero de 1023. Sin que esto redima a los canónigos incriminados de su desviación doctrinal, parece que la eliminación de Thierry de la sede episcopal de Orleans fue uno de los principales problemas del caso, y probablemente el objetivo principal de algunos de sus protagonistas. A este respecto, era fácil señalar a sus dudosos conocidos: Thierry, capellán de la reina Constanza, había nombrado a su confesor, Étienne, chantre de su capítulo, que acercaba a Thierry a los herejes y explicaba su deposición. No era bueno en ese momento pertenecer al entorno de la reina y esa era la situación de los convictos en diciembre de 1022.

#### Arefat y el estallido del caso

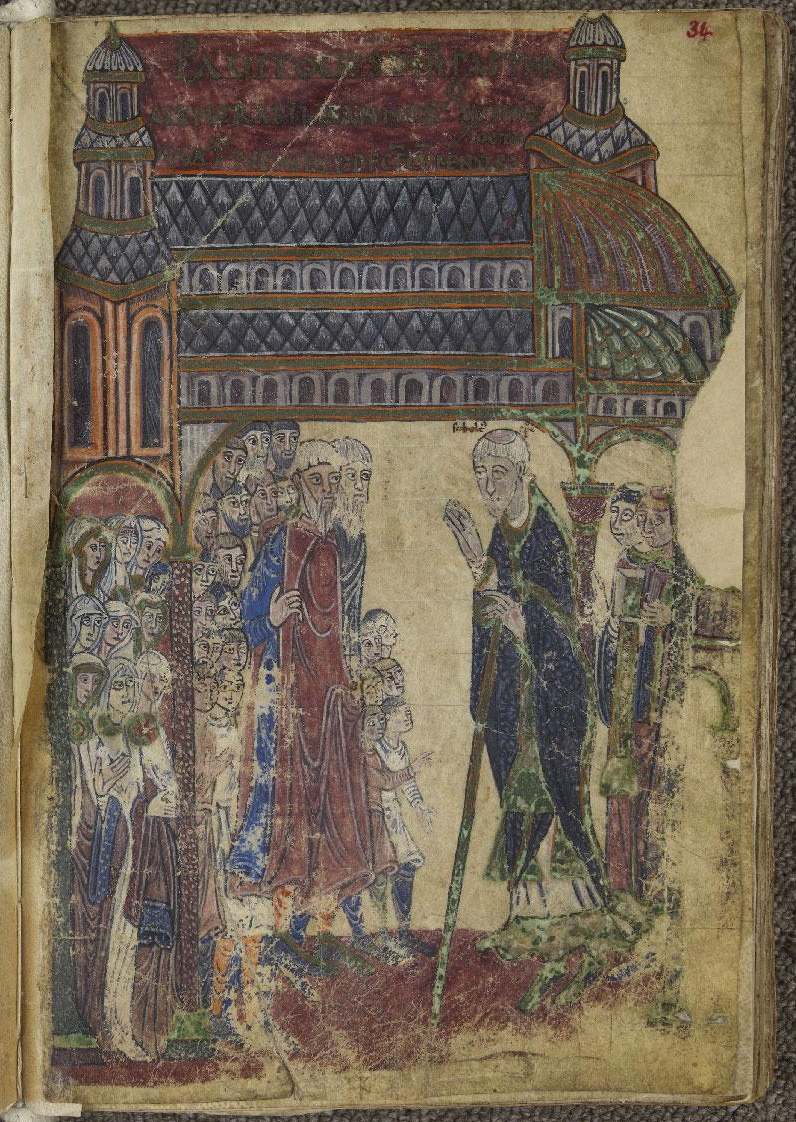
Fulberto de Chartres fue un actor indirecto en el caso de Orleans. Esta miniatura que lo representa en la Catedral de Chartres, está tomada del obituario del capítulo de Notre-Dame, datado en el. Se conserva en Chartres, Bibliothèque Municipale, Nouv. Acq. 4, fol. 34r.

El proceso por el cual, según Paul de Chartres, los herejes fueron descubiertos no hace más que confirmar el cariz político del asunto: fue a iniciativa de clérigos y laicos de territorios fuera del dominio real que el caso fue revelado. El personaje central fue Arefat, un laico que más tarde se convirtió en monje en Saint-Père de Chartres en 1027. Tío materno del duque Ricardo II de Normandía, probablemente señor de Breteuil, se sorprendió –según el testimonio de Paul de Chartres– del discurso dado por un empleado de su entorno, un tal Herbert, que había ido a Orleans para aprender del grupo dirigido por Étienne y Lisoie y regresó tan deslumbrado como ansioso por convencer a su señor de la calidad de la reflexión canónica de los habitantes de Sainte-Croix. Arefat, persuadido de que el clérigo en cuestión había sido engañado por la «dulzura de su palabra divina» y así «se había apartado del camino de la salvación, se sinceró con el duque de Normandía, Ricardo», su pariente, que hizo lo mismo con el rey Roberto el Piadoso. Por lo tanto, se instruyó a Arefat para que entrase en la comunidad de sospechosos y así comprendiera mejor su doctrina. De ese modo podrían finalmente denunciarlos ante el sínodo convocado por el rey de Francia. Probablemente no es insignificante que Arefat hiciera una parada en Chartres para consultar al obispo local, Fulberto, y, en su ausencia (estaba en Roma), el alumno Evrard: este «habría tomado medidas para asegurar la perdición de los clérigos heréticos de Orleans», «provistos con la marca protectora de la santa cruz»  e instruidos sobre cómo «protegerse contra los diversos métodos de seducción diabólica».
Como se puede ver, la dimensión política de la herejía de Orleans, aun cuando no sea exclusiva, también aparece aquí y dos campos parecen claramente emerger: de un lado, se encontraba el partido del conde de Blois, que triunfó en 1022, en el que Oury, Evrard, Arefat y, en menor medida, Fulberto, se distinguieron; del otro lado, el de los vencidos de 1022, procedentes de los dominios reales y más específicamente del círculo de la reina Constanza: además de los propios herejes, Thierry, el obispo depuesto, Liéry, el arzobispo de Sens, Gauzlin, así como Azenarius, Odorannus y -póstumamente- Deodatus. Un acontecimiento muy político, el asunto de Orleans «muestra que los clanes políticos formados dentro de un grupo de intelectuales particularmente abiertos a las cuestiones y los debates teológicos más osados se enfrentan en la asignación de sedes episcopales en Orleans y en Chartres»: en Chartres, a la muerte de Fulberto en 1029 y unos años más tarde, hay enfrentamientos similares (desafío del nuevo obispo de Chartres designado por el rey...) que involucrarán a individuos, algunos de los cuales ya habían participado en las condenas de Orleans, principalmente Evrard y Arefat.

#### Condenados vinculados a Gerbert d'Aurillac
Sin embargo, la explicación política del caso de Orleans no es incompatible con una cierta audacia dogmática por parte de algunos de sus protagonistas. Varios de los miembros del partido real eran seguidores de Gerberto de Aurillac, quien años antes debió defenderse de ciertas sospechas de excesos doctrinales. Sospechoso de la heterodoxia, Gerberto, entonces arzobispo de Reims, fue obligado a una profesión pública de fe que, como señala Robert-Henri Bautier, «marcó precisamente la posición de la ortodoxia en todos los puntos que serían el tema de las creencias heterodoxas de los llamados maniqueos del siglo XI». Además, uno de los participantes más discretos en el sínodo, y miembro del primer círculo del entorno del rey, el abad de Fleury y el arzobispo de Bourges, Gauzlin de Fleury, decidió pronunciar casi palabra por palabra la profesión de fe de Gerberto. Tal vez se vio obligado a manifestar así sus distancias con los acusados, después de haberse refugiado, en tiempos del sínodo, en un silencio prudente al que lo condenaron sus lazos y simpatías con el acusado. Jean-Pierre Poly y Éric Bournazel llegan incluso a hablar de «cacería de brujas» entre clérigos letrados en los meses posteriores al sínodo, especialmente en la comitiva real.

### Las complejas motivaciones de Roberto el Piadoso
Aun así, el que convoca el sínodo para condenar a los herejes es Roberto el Piadoso. ¿Cómo explicar esta actitud de un rey que permite el triunfo del partido de su enemigo, el Conde de Blois? Varias hipótesis, no excluyentes entre sí, pueden ser avanzadas. En primer lugar, la piedad sincera de Roberto quien pudo haberse escandalizado por los excesos doctrinales de los clérigos de Orleans. Sobre todo, el sínodo fue quizás la ocasión para emprender una inversión espectacular de la alianza, que tomó forma en 1024 cuando dos príncipes se embarcaron juntos en la conquista de Lorena por Roberto y el reino de Borgoña por Odón II de Blois. «En otras palabras, el cargo de herejía habría constituido un pretexto conveniente, además probablemente apoyado por las especulaciones intelectuales de los canónigos, para llegar a un compromiso con los señores rivales de Roberto en el dominio real».
Una última motivación del enfoque real se articula fácilmente con las dos primeras: las relaciones cada vez más tensas entre el rey y la reina Constanza, –de quien los canónigos de Orleans y el obispo Thierry eran próximos– podría empujar a Roberto a romper con el partido angevino de Fulco III de Anjou, apoyo tradicional del rey contra el conde de Blois y al que Constanza fue obligada por su madre, para acercarse a la casa de Blois y en particular a su esposa anterior, Berta de Borgoña, suegra de Odón II de Blois y abuela del obispo Oury. Así, los motivos religiosos, políticos y conyugales pueden combinarse fácilmente para explicar el enfoque real, sin olvidar que Roberto, al tomar la iniciativa de convocar el sínodo, manifestó así su autoridad en la defensa de la Iglesia y la fe.

## Un contexto determinante: la reforma de la Iglesia

### El caso de Orleans, un episodio de la «primavera de las herejías»
La herejía de Orleans no puede ser entendida sin hacer referencia al contexto del siglo XI, es decir, el triunfo del ideal de la reforma y su radicalización en el movimiento evangélico, más o menos tolerados por la Iglesia establecida. Los historiadores también han multiplicado las controversias al respecto, buscando principalmente poner el caso en un contexto general. En particular, intentaron convertirlo en un síntoma de cambios profundos en la sociedad medieval. Este es particularmente el punto de vista adoptado por la escuela mutacionista en torno a Georges Duby, Jean-Pierre Poly y Eric Bournazel, que considera los movimientos heréticos de la primera mitad del siglo XI como la manifestación de trastornos sociales en el periodo de transición del siglo X al siglo XI (la «mutación feudal»). Duby relaciona así esta «primavera de las herejías» con el movimiento de la «paz de Dios», elementos distintos «de un mismo proceso para purificar la Iglesia y de la sociedad feudal». Otros historiadores, entre los que se incluyen Robert-Henri Bautier o Dominique Barthélemy han tratado de limitar el alcance del acontecimiento en su dimensión regional, tanto en lo político y cultural o intelectual, un epifenómeno que no llevaría la «marca visible de un movimiento generalizado de cuestionamiento de la Iglesia y la sociedad».
Sea como fuere, el caso de Orleans difiere de los otros resurgimientos heréticos del siglo XI en la medida en que no puede considerarse una herejía «popular». Sobre este punto, las historias de Rodolfus Glaber, que mencionan a los clérigos contaminados por una mujer «poseída por el demonio» venido de Italia, o Adémar de Chabannes, que habla de un hechicero campesino originario del Périgord como fuente de difusión de la herejía en Orleans, no se puede tomar en serio; como señala Robert-Henri Bautier, «las semillas del demonio [...] generalmente no germinan por esos medios a nivel de las universidades: el caso de Orleans es una herejía erudita y no popular».

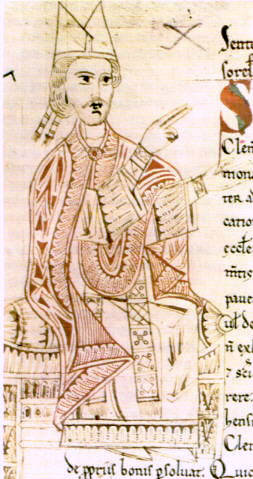
La voluntad de reforma de la Iglesia, tal y como fue llevada a cabo en particular por Gregorio VII, animó tanto a los condenados de Orleans como a sus jueces.

### Aumento de la demanda social para la reforma
Sin embargo, el surgimiento de la herejía de Orleans, como otros movimientos del mismo tipo en el siglo XI, también puede verse como la manifestación que los reformadores instituyeron, particularmente en los ambientes monásticos, que se enfrentarían a un aumento de la demanda social y religiosa en el tema. De hecho, en la década de 1020, los cronistas informan que los predicadores profesaban doctrinas contrarias a la ortodoxia católica en Arrás, Orleans, Châlons-en-Champagne, en Aquitania, en Goslar (Alemania) y en Lombardía. Criticaban ciertos dogmas del cristianismo y finalmente atacaron la organización social de su época al poner en tela de juicio al clero, cuya jerarquía y comportamiento les parecían demasiado alejados de los preceptos evangélicos. Estos movimientos de protesta no fueron importados de Oriente, nacieron en Occidente y, al igual que el monacato, buscaban con su ascetismo expiar los pecados del pueblo volviendo a conectarse con el ideal de la Iglesia primitiva (pobreza, vida comunitaria), a lo que se añadía un deseo explícito de comunicarse directamente con Dios a través de la oración.
Este cuestionamiento del poder sacramental de los sacerdotes suponía una amenaza real para una jerarquía eclesial a punto de ser reformada. Como señalaron Myriam Soria-Audebert y Cécile Treffort, los monjes mismos podían temer que sus oraciones y sus reliquias resultaran devaluadas. ¿No señala el propio Paul de Chartres que «estos herejes consideraban inútil la veneración de los santos y confesores»?

### Poder episcopal, primer objetivo de los herejes
Sin embargo, es la figura del obispo la que fue más brutalmente contestada por las especulaciones de los herejes de Orleans. Como Jean de Ripoll percibió, estos últimos desestabilizaron los cimientos mismos de la autoridad episcopal, ya que negaban «la gracia del santo bautismo», así como la eucaristía («la consagración del cuerpo y la sangre del Señor»), afirmaban «que no se podía recibir el perdón de los pecados» y «desviar los lazos del matrimonio»: tantos poderes esenciales retirados así de los sacerdotes, y del obispo en primer lugar, considerado «nada» por los herejes, según André de Fleury.
Cuando se sabe hasta qué punto que la liturgia es un acto social, se comprende bien qué fue lo que potencialmente provocó este deseo de los herejes de negar al obispo la capacidad de ejercer la mediación litúrgica y así demostrar su poder sagrado. Laurent Jégou, un especialista en la figura del obispo en la Edad Media, enfatiza que «al asimilar el incienso, el sonido de las campanas o salmodias a las supersticiones, atacaron el esplendor con que los obispos aparecían en las celebraciones litúrgicas; estas prácticas eran para los prelados la oportunidad de impresionar a los fieles y establecer su sagrada autoridad». En el mismo orden de ideas, afirmar que el obispo no podía absolver efectivamente a un penitente de sus pecados, era privarlo de un «ascendiente innegable sobre los fieles en general y sobre aquellos a los que reconciliaba en particular», en la medida en que estos últimos, porque él les había dado su misericordia, se convertían en sus deudores. Además, los lugares a los que los disidentes de Orleans negaron cualquier carácter sagrado, iglesia y cementerio, perdieron su dimensión de instrumento del poder episcopal al mismo tiempo. El edificio eclesial ya no podía servir como marco para exhibir el prestigio del obispo o manifestar su poder, y el cementerio, quedó reducido al rango de campo vulgar, Ya no podía jugar el papel disuasorio que tenía hasta entonces en sus manos el obispo, que podía negar el entierro a los excomulgados en tierra cristiana.
¿Cómo explicar tal acusación por parte de los herejes contra la figura episcopal? La conexión con el deseo de reformar la Iglesia parece obvio. De hecho, la voluntad de reformar un clero que se consideraba demasiado dependiente de los poderes seculares era un consenso en ese momento en Occidente. Desde este punto de vista, la sede episcopal de Orleans podría muy bien servir como un estudio del caso para justificar este deseo de reforma: pensar en las maniobras del poder que manifiesta fuertes preocupaciones terrestres por parte de los actores involucrados en el nombramiento de Thierry II de Orleans para el cargo de obispo en 1013... En este contexto, se entiende mejor por qué la herejía de Orleans cuestionó los fundamentos institucionales, litúrgicos o topográficos del obispo.

### La acusación de simonía, un medio de estigmatizar al enemigo en elsigloXI
La amenaza era real para la institución eclesiástica, en Orleans como en otros lugares, de ser desbordada por un discurso radical alimentado tanto por los excesos simoníacos de los que era culpable como por la voluntad de luchar contra la simonía que invoca regularmente.  A partir de ese momento, es cuando se decide estigmatizar a los disidentes de Orleans al lanzar contra ellos la acusación de que sus innovaciones teóricas llevaban de manera implícita ¿Quién sería el más celoso en la denuncia de la herejía simoniaca? Esta competencia por ocupar la vanguardia de la lucha por la reforma es notable en el caso de Orleans: estaban los escritores monásticos (Adémar de Chabannes, Raoul Glaber) que denunciaron los excesos doctrinales de los acusados del sínodo como un producto deplorable de la simonía.
Poco importaba si los herejes proclamaban su voluntad de pureza: lo esencial era descalificar al adversario calificándolo con el término infamante de simoníaco, que también le permite al autor publicar su voluntad de luchar por una reforma, lo que logró en general un consenso, o en cualquier caso gozó de una cierta dinámica en esta época y puso fin al control secular sobre las cuestiones religiosas en Occidente. Los historiadores señalan, además, que los acusados fueron descritos como «herejes» sin definir con precisión la doctrina que defendían: «la documentación los trata solo de una manera global y los condena sin tratar de caracterizarlos con precisión»; no se trata de debatir doctrinas, sino de referirse al estigma del hereje que desafía el poder del orden establecido con demasiada fuerza, incluso dentro de la Iglesia.
Ante el peligro de un desafío inaceptable a la autoridad de la Iglesia, esta última respondió condenando la herejía de estos cristianos demasiado heterodoxos y tomó conciencia de la necesidad de controlar mejor tanto el movimiento de reforma como las creencias y comportamientos de los laicos.

### Condenar a los herejes en la hoguera para recuperar el control de la reforma
Con este fin, se hizo indispensable la mediación de los eclesiásticos en el acceso a las Escrituras, a la celebración de los grandes ritos —pues solo ellos podían recitar las fórmulas litúrgicas correspondientes a los diferentes sacramentos que acompañan la vida cristiana (bautismo, matrimonio, exequias o funerales)—, y a ciertos lugares u objetos (altar de una iglesia, cementerio, reliquias o crucifijos) considerados santos, sacralidad desafiada por los herejes de Orleans. Como señala Florian Mazel, «la afirmación de la mediación eclesial conduce lógicamente al control de las conductas y las identidades sociales».
Parece que las especulaciones de los canónigos heréticos de Orleans alimentaron el temor, dentro de la Iglesia, de ver a los laicos tomar el control de esta para justificar nuevas prácticas que, en una especie de movimiento de reforma radical, habían sumergido a los marcos sociales anteriores y en particular cuestionaban la preeminencia de la jerarquía de la Iglesia en la sociedad medieval. De ahí, la espectacular condena del día de Navidad de 1022: la gran severidad del juicio permitió reafirmar las prerrogativas judiciales del obispo en la sociedad cristiana de Occidente.
El recurso a la pira puede situarse en esta perspectiva, la de un rechazo categórico y ostensible de las doctrinas heterodoxas por parte de la Iglesia y del rey. Sin embargo, esta dimensión espectacular de la oración también puede considerarse desde el punto de vista de los jueces como un medio –radical– para evaluar la piedad del acusado, en una especie de prueba ordálica tal, que normalmente podía sustentarse con reliquias para autentificarlas. Se pasa así de la prueba del fuego de los restos de los santos hasta los propios santos, o al menos a los que pretendían acercarse a la santidad: «Adémar de Chabannes fue testigo, cuando regresó, de que no se encontraron rastros de sus huesos, una forma de afirmar que eran herejes y no santos quienes habían sido quemados».